# Nassaria thalassomeli
Nassaria thalassomeli is een slakkensoort uit de familie van de Buccinidae. De wetenschappelijke naam van de soort is voor het eerst geldig gepubliceerd in 2007 door Fraussen & Poppe.